# Drakesboro
Drakesboro – miasto w Stanach Zjednoczonych, w stanie Kentucky, w hrabstwie Muhlenberg.